# Урим и туммим
Ури́м и тумми́м (ивр. אוּרִים וְתֻמִּים‎) — упоминаемые в Библии предметы, при помощи которых первосвященник от имени народа или царя вопрошал Бога (Чис. 27:21). Находились внутри наперсника, который носил первосвященник.
В Библии нет описания ни самих урима и туммима, ни способа их использования, а этимология этих слов неясна. Известно только, что на ефод первосвященника налагался наперсник, в который вкладывали «урим и туммим» (Исх. 28:15-30; Лев. 8:8). После Давида упоминаются Неемией (Неем. 7:65) .

## Назначение
«Урим и туммим» были жребием, одним из трёх, наряду со сновидениями (1Цар. 28:6) и пророчествами, дозволенных способов предсказания будущего во времена становления еврейского народа.
Первое серьёзное применение этого жребия изложено в книге Иисуса Навина (Нав. 7), есть предположение что форма поиска виновного в преступлении (перебор подозреваемых по одному) соответствовала использованию этого жребия.
Наиболее позднее упоминание об «уриме и туммиме» относится ко времени Давида (однако ср. Ос. 3:4); после этого предсказания от имени Бога делались исключительно пророками. По возвращении из вавилонского пленения, когда использование урима и туммима прекратилось, решение сложных вопросов откладывалось, «доколе не восстанет священник с уримом и туммимом» (Езд. 2:63), также см. Неем. 7:65.
Некоторые исследователи усматривают в Септуагинте в 1Цар. 14:41 (текст Библии на иврите отличен от этой греческой версии) пример использования урима и туммима: «И сказал Саул: Господи, Боже Израилев! Почему не дашь Ты сегодня ответа своим слугам? Если вина на мне, дай урим, а если вина на Твоем народе Израиля, дай туммим». Употребление глаголов הפיל и נלקד применительно к уриму и туммиму позволяет заключить, что это был своего рода жребий (т.е. камешки или палочки).

### Этимология
Значение слов ивр. אוּרִים וְתֻמִּים‎ не совсем ясно. Возможные варианты перевода: «светы и совершенства», в Септуагинте — δήλωσις καὶ ἀλήθεια («свидетельство, сообщение, доказательство, память» и «истина, правда»), в Вульгате — doctrina et veritas («учение и истина»), в церковнославянском переводе Библии — «явленіе и истина», в синодальном переводе — «урим и туммим».
Урим (букв. ‘светы’ от «ор» ‘свет’) упоминается в Библии (Исх. 28:30; Лев. 8:8; Чис. 27:21; Втор. 33:8; 1Цар. 28:6; Езд. 2:63; Неем. 7:65; Сир. 33:3; Сир. 45:12) — у толкователей нет определённого мнения о значении выражения «урим и туммим» (в трех местах, видимо, только с целью сокращения, употреблено только одно слово «урим»). Ясно, урим и туммим не были какими-то отдельными предметами, ибо нигде не сказано об их изготовлении, как сказано о всех других Исх. 28:2—29, 31—43), но сказано только об их «возложении» Исх. 28:30).
Можно предположить, что урим и туммим означает некую возможность (способность) вопрошать и разуметь волю Божию. Некоторые полагают, это выражение отражало понятие «жребий», поскольку слова «урим» и «туммим» на иврите начинаются: первое — на первую букву алфавита (алеф), а второе — на последнюю (тав). Проповедники, изучающие лингвистическую составляющую библейских писаний, видят в их значении прямое указание Бога на характеризующие Его волю слова — «альфа и омега». Связывалась такая возможность с наперсником, хотя воля Божия испрашивалась также и через посредство ефода (1Цар. 23:9—12; 30:7—8).

## В других вероучениях
Урим и туммим нередко фигурируют в богословской литературе адвентистов седьмого дня. Эллен Уайт писала:
На правой и левой стороне нагрудника размещались два больших, ярко сверкающих камня. Они известны как Урим и Тумим. При помощи этих камней первосвященник узнавал Божью волю. Когда на суд Божий выносились различные вопросы, ореол света вокруг драгоценного камня справа был знаком Божественного согласия или одобрения, а облако, затеняющее камень слева, служило доказательством отвержения или неодобрения.
Урим и туммим также играют важную роль в мормонизме: его основатель Джозеф Смит якобы использовал их для расшифровки золотых пластин с Книгой Мормона:
«И у меня, Авраама, были Урим и Туммим, которые Господь Бог мой дал мне в Уре Халдейском. И я увидел звёзды и то, что были они весьма великими; и одна из них была ближе других к престолу Божьему; и было много великих звёзд вблизи неё; и сказал мне Господь: это звёзды управляющие; и имя самой великой из них – Колоб, потому что она близка ко Мне, ибо Я – Господь Бог твой; Я установил эту звезду, чтобы управлять всеми теми, которые принадлежат к тому же разряду, как и та, на которой ты стоишь. И сказал мне Господь через Урим и Туммим, что Колоб был по образу Господнему в отношении ко времени, ко временам года и оборотам его; что один оборот был одним днём для Господа по Его образу исчисления, что составляет тысячу лет согласно времени, назначенному для той планеты, на которой ты стоишь. Так исчисляется время Господнее согласно исчислению Колоба» (Книга Авраама, 3:1-4).

## В беллетристике
Урим и туммим важны для сюжета романов Паоло Коэльо «Алхимик» (1988) и Джона Беллэрса «Месть призрачного колдуна» (1985). О вандальном осквернении урима и туммима (а точнее, наперсника) Конан Дойль написал рассказ «Иудейский наперсник». Томас Манн даёт свою интерпретацию урима и туммима в последнем романе тетралогии «Иосиф и его братья».

## В рок-культуре
Шестая песня альбома «Театр абсурда» группы «Пикник» носит название «Урим туммим».